# Myrciaria pliniodes
Myrciaria pliniodes là một loài thực vật thuộc họ Myrtaceae. Đây là loài đặc hữu của Brasil.